# Canton de Grigny
Le canton de Grigny est une ancienne division administrative et circonscription électorale française, située dans le département de l’Essonne et la région Île-de-France.

## Géographie

### Situation
| Type d’occupation           | Pourcentage | Superficie (en hectares) |
| --------------------------- | ----------- | ------------------------ |
| Espace urbain construit     | 56,4 %      | 281,33                   |
| Espace urbain non construit | 19,2 %      | 95,80                    |
| Espace rural                | 24,5 %      | 122,06                   |
| Source : Iaurif             |             |                          |

Le canton de Grigny était organisé autour de la commune de Grigny dans l’arrondissement d'Évry. Son altitude variait entre trente-deux mètres et quatre-vingt-quatre mètres à Grigny, pour une altitude moyenne de quatre-vingts mètres.

### Composition
Le canton de Grigny comptait une commune :
| Communes | Population (2012) | Code postal | Code Insee  |
| -------- | ----------------- | ----------- | ----------- |
| Grigny   | 26 638 hab.       | 91350       | 91 2 40 286 |

### Démographie
| 1968 | 1975 | 1982 | 1990   | 1999   | 2006   | 2010   |
| ---- | ---- | ---- | ------ | ------ | ------ | ------ |
| -    | -    | -    | 24 920 | 24 512 | 25 981 | 26 638 |

### Pyramide des âges
| Hommes | Classe d’âge | Femmes |
| ------ | ------------ | ------ |
| 0,1    | 90 ans ou +  | 0,5    |
| 1,8    | 75 à 89 ans  | 2,8    |
| 7,3    | 60 à 74 ans  | 7,8    |
| 15,4   | 45 à 59 ans  | 14,8   |
| 22,6   | 30 à 44 ans  | 21,8   |
| 22,2   | 15 à 29 ans  | 24,0   |
| 30,5   | 0 à 14 ans   | 28,3   |

| Hommes | Classe d’âge | Femmes |
| ------ | ------------ | ------ |
| 0,3    | 90 ans ou +  | 0,8    |
| 4,4    | 75 à 89 ans  | 6,7    |
| 11,3   | 60 à 74 ans  | 11,9   |
| 19,9   | 45 à 59 ans  | 20,0   |
| 21,9   | 30 à 44 ans  | 21,4   |
| 20,6   | 15 à 29 ans  | 19,2   |
| 21,7   | 0 à 14 ans   | 20,0   |

## Historique
Le canton de Grigny a été créé par décret ministériel daté du 24 janvier 1985 par démembrement du canton de Morsang-sur-Orge avec la seule commune de Grigny.

## Représentation

### Conseillers généraux du canton de Grigny
| Période | Période | Identité        | Étiquette | Qualité                                         |
| ------- | ------- | --------------- | --------- | ----------------------------------------------- |
| 1985    | 1992    | André Rodriguez | PCF       | Maire de Grigny                                 |
| 1992    | 2015    | Claude Vazquez  | PCF       | Cadre du secteur socio-culturel Maire de Grigny |

### Résultats électoraux
Élections cantonales, résultats des deuxièmes tours :
- Élections cantonales de 1992 : 55,54 % pour Claude Vazquez (PCF), 44,46 % pour Rémi Barroux (RPR), 48,48 % de participation[8].
- Élections cantonales de 1998 : 66,24 % pour Claude Vazquez (PCF), 33,76 % pour Jean-Pierre Noël (FN), 50,41 % de participation[9].
- Élections cantonales de 2004 : 100 % pour Claude Vazquez (PCF), 53,64 % de participation[10].
- Élections cantonales de 2011 : 100 % pour Claude Vazquez (PCF), 25,91 % de participation[11].

## Économie

### Emplois, revenus et niveau de vie
| Répartition des emplois par catégories socioprofessionnelles en 2006. |              |                                           |                                                   |                            |                          |                           |
|                                                                       | Agriculteurs | Artisans, commerçants, chefs d’entreprise | Cadres et professions intellectuelles supérieures | Professions intermédiaires | Employés                 | Ouvriers                  |
| Canton de Grigny                                                      | 0,0 %        | 5,3 %                                     | 14,0 %                                            | 28,4 %                     | 27,1 %                   | 25,3 %                    |
| Département de l’Essonne                                              | 0,2 %        | 4,5 %                                     | 22,1 %                                            | 27,7 %                     | 27,6 %                   | 17,9 %                    |
| Moyenne nationale                                                     | 2,2 %        | 6,0 %                                     | 15,4 %                                            | 24,6 %                     | 28,7 %                   | 23,2 %                    |
| Répartition des emplois par secteurs d’activités en 2006.             |              |                                           |                                                   |                            |                          |                           |
|                                                                       | Agriculture  | Industrie                                 | Construction                                      | Commerce                   | Services aux entreprises | Services aux particuliers |
| Canton de Grigny                                                      | 0,3 %        | 11,7 %                                    | 13,6 %                                            | 18,6 %                     | 13,4 %                   | 5,0 %                     |
| Département de l’Essonne                                              | 0,8 %        | 11,5 %                                    | 6,1 %                                             | 15,4 %                     | 18,8 %                   | 6,4 %                     |
| Moyenne nationale                                                     | 3,5 %        | 15,2 %                                    | 6,4 %                                             | 13,3 %                     | 13,3 %                   | 7,6 %                     |
| Sources : Insee,                                                      |              |                                           |                                                   |                            |                          |                           |

## Pour approfondir

## Sources
1. ↑  Fiche multicommunale d’occupation des sols en 2008 sur le site de l’Iaurif. Consulté le 17/11/2010.
2. ↑  Évolution démographique cantonale sur le site de l’Insee. Consulté le 20/05/2009.
3. ↑  Données démographiques cantonales 2006 sur le site de l’Insee. Consulté le 20/05/2009.
4. ↑  Population légale 2010 sur le site de l’Insee. Consulté le 31/12/2012.
5. ↑  Pyramide des âges cantonale 2009 sur le site de l’Insee. Consulté le 08/07/2012.
6. ↑  Pyramide des âges de l’Essonne en 2009 sur le site de l’Insee. Consulté le 07/07/2012.
7. ↑  Texte du décret du 24 janvier 1985 portant modification des limites cantonales sur le site legifrance.gouv.fr Consulté le 20/05/2009.
8. ↑  Résultats de l’élection cantonale 1992 sur le site du Figaro. Consulté le 20/10/2009.
9. ↑  Résultats de l’élection cantonale 1998 sur le site du Figaro. Consulté le 20/10/2009.
10. ↑  Résultats de l’élection cantonale 2004 sur le site du ministère de l’Intérieur. Consulté le 20/05/2009.
11. ↑  Résultats de l’élection cantonale 2011 sur le site du ministère de l’Intérieur. Consulté le 02/04/2011.
12. ↑  Rapport statistique cantonal sur le site de l’Insee. Consulté le 28/04/2010.
13. ↑  Rapport statistique départemental sur le site de l’Insee. Consulté le 16/08/2009.
14. ↑  Rapport statistique national sur le site de l’Insee. Consulté le 05/07/2009.